# Centruroides arctimanus
Espèce
Synonymes
- Centruroides arctimanus banensis Armas, 1976

Centruroides arctimanus est une espèce de scorpions de la famille des Buthidae.

## Distribution
Cette espèce est endémique de Cuba.

## Systématique et taxinomie
Centruroides arctimanus banensis a été placée en synonymie par Armas en 1984.

## Publication originale
- Armas, 1976 : « Escorpiones del archipielago Cubano. V. Nuevas especies de Centruroides (Scorpionida: Buthidae). » Poeyana, no 146, p. 1-55.